# Nipponopsalis yezoensis
Espèce
Synonymes
- Ischyropsalis yezoensis Suzuki, 1958

Nipponopsalis yezoensis est une espèce d'opilions dyspnois de la famille des Nipponopsalididae.

## Distribution
Cette espèce est endémique de Hokkaidō au Japon.

## Description
Le mâle holotype mesure 2,74 mm.
La femelle mesure 4,10 mm.

## Systématique et taxinomie
Cette espèce a été décrite sous le protonyme Ischyropsalis yezoensis par Suzuki en 1958. Elle est placée dans le genre Nipponopsalis par Martens et Suzuki en 1966.

## Étymologie
Son nom d'espèce, composé de yezo et du suffixe latin -ensis, « qui vit dans, qui habite », lui a été donné en référence au lieu de sa découverte, Yeso.

## Publication originale
- Suzuki, 1958 : « A remarkable new phalangid, Ischyropsalis yezoensis (Ischyropsalidae, Opiliones), from Hokkaido. » Annotationes Zoologicae Japonenses, vol. 31, no 3, p. 167–170.